# اس‌ام‌اس هلا
اس‌ام‌اس هلا (به انگلیسی: SMS Hela) یک زیردریایی بود که طول آن ۱۰۵٫۰ متر (۳۴۴ فوت ۶ اینچ) بود. این زیردریایی در سال ۱۸۹۵ ساخته شد.